# Mario Kart: Double Dash!!
Mario Kart: Double Dash!! (jap. マリオカートダブルダッシュ!!, Mario Kāto: Daburu Dasshu!!; „Double Dash“ kann mit „Doppelschlag“ übersetzt werden) ist das vierte Spiel der Mario-Kart-Reihe. Es wurde im November 2003 von Nintendo veröffentlicht.

## Spielprinzip
Der Spieler steuert mit von ihm ausgewählten Fahrern besetzte Karts. Mit diesen Karts werden Rennen auf diversen Strecken ausgetragen, die in sogenannte Cups eingeteilt sind (Pilz-Cup, Blumen-Cup, Stern-Cup und Spezial-Cup) und in der Regel vom Schwierigkeitsgrad her stets ansteigen. Ziel des Spiels ist es, in allen Cups den Goldpokal zu erringen. Dabei stehen dem Spieler Items zur Verfügung, die den Rennausgang positiv beeinflussen können. Die Besonderheit von Mario Kart: Double Dash!! ist, dass die Karts mit zwei Fahrern besetzt werden. Ein Fahrer steuert das Kart, der andere ist für die Benutzung der Items zuständig. Dies ist der einzige Teil der Mario-Kart-Serie, in dem das möglich ist.
Grand Prix
Im Grand-Prix-Modus wählt der Spieler zunächst einen von vier Schwierigkeitsgraden, danach zwei Fahrer und ein Kart aus. Nicht alle Karts können von allen Fahrern benutzt werden. Dabei spielt die Gewichtsklasse eine große Rolle. Schwere Fahrer, wie beispielsweise Donkey Kong, können demnach auch nur für schwere Fahrer ausgelegte Karts benutzen. Bei den anderen Gewichtsklassen verhält es sich dementsprechend. Mit den ausgewählten Fahrern kann man dann eine Rennserie, einen sogenannten „Cup“ bestreiten. Diese Cups bestehen aus vier Rennen mit jeweils 3 Runden. Nach dem Rennen werden Punkte für den erreichten Rang vergeben. Wer am Ende des Cups die höchste Punktzahl erreichen konnte, gewinnt diesen. In der Siegerehrung erhält das Sieger-Team einen Pokal überreicht, erzielt man einen neuen Zeitrekord, kann der Spieler zudem drei Buchstaben als Namensnennung eingeben. Der Grand Prix kann auch von zwei Spielern gespielt werden. Dabei können diese auswählen, ob jeder in seinem eigenen Kart antritt, oder ob sie zu zweit ein Kart bedienen wollen. In diesem Fall steuert ein Spieler das Kart und der andere Spieler setzt die Items ein.
Zeitfahren
Beim Zeitfahren werden Rennen über eine festgelegte Anzahl von Runden gefahren. Dabei wird die Rennzeit und Rundenzeit gemessen. Die besten Ergebnisse werden in einer Bestenliste gespeichert. Sowohl Fahrer, als auch Beifahrer erhalten einen einmal einsetzbaren Pilz als Item.
Versus
In diesem Modus können 2–4 Spieler auf einer ausgewählten Strecke gegeneinander antreten.
Wettkampf
Im Wettkampf-Modus können mehrere Spieler in drei verschiedenen Wettkampfarten in verschiedenen Arenen gegeneinander antreten. Dabei gibt es den Ballon-Wettkampf, den Insignien-Diebstahl sowie den Bob-Omb-Wurf. Beim Ballon-Wettkampf sind alle Karts mit drei Luftballons ausgestattet. Wird das Kart von einem Item getroffen oder überfährt man ein Hindernis, verliert man einen dieser Ballons. Sieger bei diesem Wettkampf ist der Spieler, der als Letzter mit einem oder mehreren Ballons übrig bleibt. Beim Insiginien-Diebstahl geht es darum, eine Insigne der Sonne, welche in Super Mario Sunshine eingeführt wurden, eine bestimmte Zeit lang über seinem Kart in seinem Besitz zu halten. Die Mitspieler müssen versuchen, dem Spieler, welcher die Insigne mit sich trägt, diese wieder abzunehmen. Beim Bob-Omb-Wurf bewerfen sich die Spieler gegenseitig mit Bob-Ombs. Für jeden Treffer erhält man einen Punkt. Wer zuerst eine bestimmte Anzahl an Punkten ergattern konnte, gewinnt diesen Wettkampf.

## Charaktere
Mario Kart: Double Dash!! enthält mit 20 auswählbaren Fahrern nach Mario Kart 8 und Mario Kart Wii die dritt meisten Charaktere in der Mario-Kart-Reihe. Die Fahrer treten in Teams auf, allerdings können auch Fahrer verschiedener Teams miteinander kombiniert werden. Die Fahrer besitzen unterschiedliche Gewichtsklassen, zudem kann jeder Fahrer auf sein eigenes Kart zurückgreifen, wobei viele der Karts erst freigeschaltet werden müssen. Außerdem können die Teams nur für ihre Gewichtsklasse ausgelegte Karts benutzen, wobei hier das Gewicht des schwersten Fahrers ausschlaggebend ist. Fährt man beispielsweise mit dem Team Donkey Kong  (schwer) und Diddy Kong (leicht) , so kann nur ein Kart benutzt werden, das für schwere Fahrer ausgelegt ist.
Die folgende Tabelle stellt die Fahrer-Teams dar. Dabei bilden immer die untereinanderstehenden Fahrer jeweils ein Team (Jeder Charakter hat ein sogenanntes Spezialitem, welches nur er erhalten kann). Wählt man also ein Team, ist die Wahrscheinlichkeit am höchsten, dass man dieses Item bekommt. Der Wert in Klammern steht für die Gewichtsklasse (je schwerer, desto schlechter ist die Beschleunigung, aber desto höher ist auch die Maximalgeschwindigkeit angesetzt und desto seltener wird man in der Regel weggestoßen).
| Mario (mittel) | Peach (mittel)            | Yoshi (mittel) | Baby Mario (leicht) | Koopa (leicht)     | Donkey Kong (schwer) | Bowser (schwer)     | Wario (schwer)   | Toad (leicht)     | Mutant-Tyranha (schwer) |
| Luigi (mittel) | Prinzessin Daisy (mittel) | Birdo (mittel) | Baby Luigi (leicht) | Parakoopa (leicht) | Diddy Kong (leicht)  | Bowser Jr. (leicht) | Waluigi (mittel) | Toadette (leicht) | König Buu Huu (schwer)  |

Die Figuren Toad, Toadette, Mutant-Tyranha und König Buu Huu stehen nicht von Anfang an zur Verfügung, sondern müssen erst freigespielt werden.

## Items & Strecken
In Mario Kart: Double Dash!! stehen dem Spieler eine ganze Reihe von Items zur Verfügung, die das Renngeschehen beeinflussen können. Besonderheit an Mario Kart: Double Dash!! ist, dass jedes Fahrer-Team, wie bereits erwähnt, Spezialitems einsetzen kann. Eine Ausnahme bilden die freispielbaren Fahrer Mutant-Tyranha und König Buu Huu, diese können auf alle Spezialitems zugreifen, bekommen sie jedoch seltener als das Hauptteam. Bei den Wettkämpfen Ballon-Wettkampf und Insignien-Diebstahl können alle Fahrer sämtliche Spezialitems benutzen.
In Mario Kart: Double Dash!! stehen 16 neudesignte Strecken zur Verfügung. Neben den 16 Grand-Prix-Stecken gibt es diverse Wettkampf-Arenen.

## Erfolg
Von Mario Kart: Double Dash!! wurden ca. 6,88 Millionen Einheiten abgesetzt. Damit ist es das sechst erfolgreichste Spiel der Mario-Kart-Reihe. Nach Super Smash Bros. Melee ist Mario Kart: Double Dash!! das zweiterfolgreichste Videospiel des Nintendo GameCube.
Auch die Kritiken von Mario Kart: Double Dash!! fielen durchgehend positiv aus.

„Viel zu schreiben gibt es zu diesem Spiel nicht, denn es gibt nichts zu bemängeln. Der Schwierigkeitsgrad ist mehr als fair, durch die vielen Neuerungen kommt noch mehr Spielspaß rein als je zuvor und die Tatsache, dass es sogar freischaltbare Charaktere und Karts gibt, lässt sogar das Herz eines jeden Sammlerfreundes höher schlagen. Mario Kart: Double Dash!! setzt die Mario-Kart-Reihe mehr als gelungen fort und schafft wieder einmal neue Möglichkeiten, allein oder mit Freunden viel und lange Spaß zu haben. Wem schon die ersten Teile dieser Serie gefallen haben, der sollte sich nicht erst fragen, ob er sich dieses Spiel zulegen sollte - Ein Pflichtkauf für Fans der Serie, eindeutig.“

Die Bewertung bei GameRankings lag bei 87,20 %, die Spielebewertungswebsite Metacritic vergibt für das Spiel einen Metascore von 87. Die Videospiel-Website GameSpot bewertet Mario Kart: Double Dash!! mit 7.9.

## Entwicklung
Mario Kart: Double Dash!! wurde erstmals auf der E3 2001 vorgestellt. Entwickelt wurde das Spiel von Nintendo Entertainment Analysis & Development. Producers waren unter anderem Shigeru Miyamoto und Takashi Tezuka, als Executive Producer wurde der spätere Nintendo-Präsident Satoru Iwata eingesetzt. Die Stimme von Mario, Luigi, Wario, Waluigi, Baby Mario und Baby Luigi wurde von Charles Martinet gesprochen, zudem wurden auch andere Original-Sprecher der Super-Mario-Serie eingesetzt. Der Soundtrack von Mario Kart: Double Dash!! stammt von den Nintendo-Komponisten Shinobu Tanaka und Kenta Nagata, welche unter anderem auch die Musik zu Mario Kart 64 und Super Mario Sunshine komponierten.